# Estación de Recoletos
Recoletos es un apeadero (hasta noviembre de 2019, una estación) de las líneas C-2, C-7, C-8 y C-10 de Cercanías Madrid ubicada en el céntrico Paseo de Recoletos de Madrid, entre la Plaza de Colón y la Plaza de Cibeles, junto a la Biblioteca Nacional. Presta servicio al barrio homónimo (distrito Salamanca) y al barrio de Justicia (distrito Centro). Es una de las pocas estaciones de Cercanías Madrid ubicadas en la capital sin correspondencia subterránea en la actualidad con metro. Cuenta con dos vías que dan servicio a todas las líneas que pasan en función de la dirección global de las mismas: vía 1 hacia el norte y 2 hacia el sur.
Su tarifa corresponde a la zona A según el Consorcio Regional de Transportes, si bien pertenece a la zona 0 según la zonificación de Cercanías Madrid.

## Historia
La estación data de 1967, y en los años 80 fue incorporada a la red de Cercanías Madrid, efectuando parada en la misma sólo trenes de cercanías y regionales cadenciados. Sus largos andenes fueron recortados en una reforma, en la que se instalaron también las vigas en el andén y se cerró la correspondencia subterránea con dos estaciones de metro situadas a menos de 500 m de la estación. El cierre de esa correspondencia se llevó a cabo porque se consideraba que los pasillos eran peligrosos para el tránsito por los mismos. Del que se comunicaba con la estación de metro de Colón, formaba parte el paso subterráneo de peatones que hay a la altura de la Biblioteca Nacional. Los demás pasillos están cerrados con puertas y no tapiados. El trozo de andenes recortados, con su característico mármol en las paredes, aún se pueden ver desde el tren al entrar o salir del túnel, separado del resto por una pared. 
En 1984, el Ayuntamiento de Madrid ordenó el cierre de los accesos que daban a las plazas de Colón y Cibeles después de que se produjeran diversos hechos delictivos, así como por ser un lugar de constante refugio para vagabundos de la zona, que forzaban las cerraduras y pernoctaban en los pasillos de acceso a la estación.
El mes de agosto de 2009 se construyó una losa de hormigón de cien metros de longitud en todo el ancho del túnel de la estación. Para ello se retiró previamente la vía, se realizó la excavación necesaria y después se procedió a hormigonar y recolocar la vía. El servicio, interrumpido desde el día 3 de aquel mes, se restableció sin novedad el día 25 para un tráfico previsto de unos 400 convoyes diarios, correspondientes a las nuevas líneas C-1, C-2, C-7, C-8 y C-10. El objetivo de las obras era aumentar la seguridad de las circulaciones ferroviarias por este tramo, que tiene la mayor densidad de tráfico de toda la Red en España.
Desde julio hasta septiembre de 2016, la estación permaneció cerrada para eliminar la actual marquesina negra de hierro característica del apeadero, además de colocar placas blancas en la bóveda para, después de 30 años, volverla a resaltar para dar una sensación de amplitud y no claustrofóbica. También se mejoraron los sistemas de ventilación del apeadero. Dichas obras acabaron en mayo de 2017.
Entre junio y noviembre de 2019 volvió a verse inoperativa para modernizar la infraestructura de la estación, con la sustitución de las vías, la catenaria y la señalización.
Del 24 de julio al 29 de agosto de 2021, por obras de mejora de accesibilidad se suspendió nuevamente la circulación en esta estación.
Durante el 27 de noviembre de 2023, el apeadero permaneció cerrado debido al corte del túnel de Recoletos, ocasionado por el descarrilamiento de un tren procedente de la estación de Atocha. Este hecho se repitió durante el 9 de diciembre de 2023, causado por otros dos descarrilamientos en el mismo punto.

## Accesos
Vestíbulo Recoletos
- Villanueva Pº Recoletos, 20 (esquina C/ Villanueva). Frente a la Biblioteca Nacional de España.
- Prim Cerrado a partir de las 22:00 h. Pº Recoletos, 17 (esquina C/ Prim)
- Ascensor Pº Recoletos, 23

No existe una conexión peatonal de los andenes de las vías, con los puntos exteriores donde tienen parada varias líneas de autobuses en la plaza de Cibeles. Actualmente hay que andar más de medio kilómetro hasta conectar con los andenes subterráneos situados junto a la esquina con la C/ Prim, lo que representa una importante barrera arquitectónica sin escaleras mecánicas de bajada. A 200 metros tiene correspondencia con la línea 4 del metro de Madrid, con la parada de Colón, y a medio kilómetro está la conexión con la estación de Banco de España, de la línea 2.

## Líneas y conexiones

### Cercanías
| procedencia/destino                              | < estación         | Línea | estación > | destino/procedencia |
| ------------------------------------------------ | ------------------ | ----- | ---------- | ------------------- |
| Chamartín                                        | Nuevos Ministerios |       | Atocha     | Guadalajara         |
| Príncipe Pío                                     | Nuevos Ministerios |       | Atocha     | Alcalá de Henares   |
| Cercedilla                                       | Nuevos Ministerios |       | Atocha     | Guadalajara         |
| Santa María de la Alameda-Peguerinos El Escorial | Nuevos Ministerios |       | Atocha     | Guadalajara         |
| Chamartín                                        | Nuevos Ministerios |       | Atocha     | Villalba            |

### Metro
| << cabecera        | < estación | línea           | estación >      | cabecera >>    |
| ------------------ | ---------- | --------------- | --------------- | -------------- |
| Las Rosas          | Retiro     | Banco de España | Sevilla         | Cuatro Caminos |
| Pinar de Chamartín | Serrano    | Colón           | Alonso Martínez | Argüelles      |

### Autobuses
| Diurnos   |                              |                          |
| Línea     | Destino                      | Parada                   |
| 5         | Estación de Chamartín        | 65 BIBLIOTECA NACIONAL   |
| 14        | Avenida de Pío XII           | 65 BIBLIOTECA NACIONAL   |
| 27        | Plaza de Castilla            | 65 BIBLIOTECA NACIONAL   |
| 45        | Avenida de la Reina Victoria | 65 BIBLIOTECA NACIONAL   |
| 53        | Arturo Soria                 | 65 BIBLIOTECA NACIONAL   |
| 150       | Colonia Virgen del Cortijo   | 65 BIBLIOTECA NACIONAL   |
| C03       | Argüelles                    | 65 BIBLIOTECA NACIONAL   |
| 5         | Sol / Sevilla                | 68 RECOLETOS             |
| 14        | Plaza del Conde de Casal     | 68 RECOLETOS             |
| 27        | Glorieta de Embajadores      | 68 RECOLETOS             |
| 37        | Puente de Vallecas           | 68 RECOLETOS             |
| 45        | Plaza de Legazpi             | 68 RECOLETOS             |
| 53        | Sol / Sevilla                | 68 RECOLETOS             |
| 150       | Sol / Sevilla                | 68 RECOLETOS             |
| C03       | Puerta de Toledo             | 68 RECOLETOS             |
| 37        | Cuatro Caminos               | 5564 BÁRBARA DE BRAGANZA |
| Nocturnos |                              |                          |
| N1        | Sanchinarro                  | 65 BIBLIOTECA NACIONAL   |
| N4        | Barajas                      | 65 BIBLIOTECA NACIONAL   |
| N22       | Barrio de La Paz             | 65 BIBLIOTECA NACIONAL   |
| N23       | Montecarmelo                 | 65 BIBLIOTECA NACIONAL   |
| N24       | Las Tablas                   | 65 BIBLIOTECA NACIONAL   |
| N25       | Plaza de Alonso Martínez     | 65 BIBLIOTECA NACIONAL   |
| N26       | Plaza de Alonso Martínez     | 65 BIBLIOTECA NACIONAL   |
| N1        | Plaza de Cibeles             | 5626 BIBLIOTECA NACIONAL |
| N22       | Plaza de Cibeles             | 5626 BIBLIOTECA NACIONAL |
| N23       | Plaza de Cibeles             | 5626 BIBLIOTECA NACIONAL |
| N24       | Plaza de Cibeles             | 5626 BIBLIOTECA NACIONAL |
| N25       | Villa de Vallecas            | 5626 BIBLIOTECA NACIONAL |
| N26       | Aluche                       | 5626 BIBLIOTECA NACIONAL |